# Chemainus River Park
Chemainus River Park är en park i Kanada.   Den ligger i provinsen British Columbia, i den sydvästra delen av landet, 3 600 km väster om huvudstaden Ottawa. Chemainus River Park ligger 195 meter över havet.
Terrängen runt Chemainus River Park är huvudsakligen kuperad, men norrut är den bergig. Närmaste större samhälle är North Cowichan, 11,0 km öster om Chemainus River Park. 
I omgivningarna runt Chemainus River Park växer i huvudsak blandskog. Runt Chemainus River Park är det ganska glesbefolkat, med 32 invånare per kvadratkilometer.